# Jean Carlos Quiñónez
Jean Carlos Quiñónez (n. Esmeraldas, Ecuador; 1 de diciembre de 2001) es un futbolista ecuatoriano. Juega de extremo y su equipo actual es el Club Sport Emelec de la Serie A de Ecuador.

## Trayectoria

### Inicios
Romero comenzó en las divisiones juveniles del Club Sport Norte América, club dueño de sus derechos deportivos, sin embargo fue cedido al club Duros del Balón de Santa Elena. Con el club peninsular debutó en el torneo provincial de Segunda Categoría 2017 y posteriormente jugó en la fase zonal.
A mediados de 2017 y parte de 2018 fue cedido a Universidad Católica, aquí disputó varios partidos en la categoría sub-16 y sub-18 del torneo nacional.

### Primera etapa internacional
En enero de 2020 es cedido por seis meses al Gafanha de Portugal. No tuvo minutos con el equipo luso. En octubre de 2020 se oficializa su llegada al equipo sub-20 de Palmeiras. Disputó nueve partidos entre el Campeonato Brasileño y la Copa de Brasil de la categoría.
En 2021 vuelve a ser cedido, esta vez al Santa Cruz Futebol Clube de la Serie C de Brasil. Disputó cinco partidos entre el torneo estadual y el campeonato de tercera categoría brasileño. Su paso se vio truncado por un problema de salud que obligó a la rescisión del contrato.

### Regreso al fútbol ecuatoriano
El 14 de enero de 2022 fue anunciado en Liga Deportiva Universitaria de la Serie A de Ecuador. A mitad de temporada rescindió contrato con el club albo. El 28 de julio de 2022 el Guayaquil City oficializó su contratación.

### Deportes Quindío
El 10 de febrero se confirmó se traspaso al Deportes Quindío del fútbol de Colombia. Tras un regular semestre en el fútbol colombiano fue cedido a préstamo al Hapoel Petah-Tikvah de la Primera División de Israel. Tras seis meses de inactividad a principios de 2025 se unió al F. C. SKA-Jabárovsk de la Segunda División de Rusia.

## Estadísticas

### Clubes
Actualizado al último partido disputado el 30 de julio de 2025.
| Club                                   | Div.                | Temporada           | Liga  | Liga  | Copas nacionales | Copas nacionales | Copas internacionales | Copas internacionales | Total | Total |
| Club                                   | Div.                | Temporada           | Part. | Goles | Part.            | Goles            | Part.                 | Goles                 | Part. | Goles |
| -------------------------------------- | ------------------- | ------------------- | ----- | ----- | ---------------- | ---------------- | --------------------- | --------------------- | ----- | ----- |
| Duros del Balón · Ecuador              | 3.ª                 | 2017                | 1     | 0     | Inexistentes     | Inexistentes     | Inexistentes          | Inexistentes          | 1     | 0     |
| Duros del Balón · Ecuador              | Total club          | Total club          | 1     | 0     | 0                | 0                | 0                     | 0                     | 1     | 0     |
| Gafanha Portugal                       | 3.ª                 | 2020                | 0     | 0     | —                | —                | Inexistentes          | Inexistentes          | 0     | 0     |
| Gafanha Portugal                       | Total club          | Total club          | 0     | 0     | 0                | 0                | 0                     | 0                     | 0     | 0     |
| Santa Cruz F. C. · Brasil              | 3.ª                 | 2021                | 5     | 0     | —                | —                | Inexistentes          | Inexistentes          | 5     | 0     |
| Santa Cruz F. C. · Brasil              | Total club          | Total club          | 5     | 0     | 0                | 0                | 0                     | 0                     | 5     | 0     |
| Liga Deportiva Universitaria · Ecuador | 1.ª                 | 2022                | 3     | 0     | —                | —                | 1                     | 0                     | 4     | 0     |
| Liga Deportiva Universitaria · Ecuador | Total club          | Total club          | 3     | 0     | 0                | 0                | 1                     | 0                     | 4     | 0     |
| Guayaquil City · Ecuador               | 1.ª                 | 2022                | 2     | 0     | —                | —                | Inexistentes          | Inexistentes          | 2     | 0     |
| Guayaquil City · Ecuador               | Total club          | Total club          | 2     | 0     | 0                | 0                | 0                     | 0                     | 2     | 0     |
| Deportes Quindío · Colombia            | 2.ª                 | 2023                | 16    | 0     | 2                | 0                | —                     | —                     | 18    | 0     |
| Deportes Quindío · Colombia            | Total club          | Total club          | 16    | 0     | 2                | 0                | 0                     | 0                     | 18    | 0     |
| Hapoel Petah-Tikvah Israel             | 1.ª                 | 2023-24             | 18    | 0     | 6                | 0                | —                     | —                     | 24    | 0     |
| Hapoel Petah-Tikvah Israel             | Total club          | Total club          | 18    | 0     | 6                | 0                | 0                     | 0                     | 24    | 0     |
| F. C. SKA-Jabárovsk · Rusia            | 2.ª                 | 2024-25             | 3     | 0     | 0                | 0                | —                     | —                     | 3     | 0     |
| F. C. SKA-Jabárovsk · Rusia            | Total club          | Total club          | 3     | 0     | 0                | 0                | 0                     | 0                     | 3     | 0     |
| C. S. Emelec · Ecuador                 | 1.ª                 | 2025                | 7     | 0     | 1                | 0                | —                     | —                     | 8     | 0     |
| C. S. Emelec · Ecuador                 | Total club          | Total club          | 7     | 0     | 1                | 0                | 0                     | 0                     | 8     | 0     |
| Total en su carrera                    | Total en su carrera | Total en su carrera | 55    | 0     | 9                | 0                | 1                     | 0                     | 65    | 0     |
| 1. 2.                                  |                     |                     |       |       |                  |                  |                       |                       |       |       |

### Categorías juveniles
| Club                        | País            | Año             | Partidos | Goles |
| --------------------------- | --------------- | --------------- | -------- | ----- |
| Duros del Balón Sub-17      | Ecuador         | 2017            | 6        | 5     |
| Universidad Católica Sub-16 | Ecuador         | 2017            | 9        | 2     |
| Universidad Católica Sub-18 | Ecuador         | 2018            | 4        | 0     |
| Palmeiras Sub-20            | Brasil          | 2020            | 9        | 0     |
| Total juveniles             | Total juveniles | Total juveniles | 28       | 7     |